# Motala Verkstad (fartyg)
Motala Verkstad var en ångfärja som byggdes vid Motala Verkstad 1901. Färjans varvsnummer var 416. Skrovet var av järn.
| Fartygsdata | Vid leverans från varv |
| ----------- | ---------------------- |
| Längd öa    | 17,524 meter           |
| Bredd       | 3,712 meter            |
| Djupgående  |                        |
| Brt/Nrt     |                        |

Färjan var utrustad med en tvåcylindrig compoundångmaskin, maskin nr 717, om 6 nom hk tillverkad vid Motala Verkstad i Motala.
Ångpannan var en liten lokpanna placerad i rad med maskinen. Ovanpå pannan fanns ribbade sittbänkar som gav värme åt passagerarna vintertid.
Motala Verkstad svarade under 1901-1926 för passagerartrafiken på de många bryggorna mellan Badhusbryggan i Motala och Svarta gatan i Motala verkstadsområde. Färjan gjorde en tur & returresa per timme med början kl 06.20 från Motala Verkstad. Sista turen i motsatt riktning avgick från Motala kl 19.45.
Sträckan trafikerades med ångslup och ångfärja från 1864 till 1926 då den sista av ångbåtarna ersattes av transport landvägen med en, som det då kallades, omnibuss.
Motala Verkstad byggdes som ersättare för ångslupen Kolga vars passagerarkapacitet inte längre räckte till.
Färjan Motala Verkstad var försedd med propeller, roder och styrhytt i båda ändar för att inte behöva vändas vid ändstationerna.

## Historik
- 1901	Färjan byggdes vid Motala Verkstad som ersättare för ångslupen Kolga vars passagerarkapacitet inte längre räckte till.
- 1926	Persontrafiken längs bryggorna ersattes av en omnibuss.
- 1927	Färjan köptes av plåtslagareförman Nils Nyholm som under några år hade den förtöjd vid sin sjötomt vid sjön Boren.
- 1930	Mitten 1930-talet. Färjan flyttades till gamla varvet vid torrdockan i Motala där den skrotades.